# Amadeo Marco Ilincheta
Amadeo Marco Ilincheta (Navascués, Navarra, España, 31 de marzo de 1900 - 13 de abril de 1987) fue un político español, tradicionalista (carlista) navarro. Presidente de la Diputación Foral de Navarra, último del periodo franquista y predemocrático durante la Transición Española.
Licenciado en Derecho por la Universidad de Madrid. Obtuvo también los títulos de Magisterio y Comercio.

## Trayectoria política

### Segunda República
Elegido alcalde de Navascués (14 de abril de 1931) perteneciente a la candidatura jaimista. El 21 de abril de 1931 fue elegido miembro de la Comisión Gestora que dirigía la Diputación Foral de Navarra, presidida por el socialista Constantino Salinas Jaca, dimitiendo ese mismo año en protesta la política laicista de la II República Española. 
En 1932 se mostró partidario del Estatuto Vasco propiciado para las provincias de Navarra, Álava, Guipúzcoa y Vizcaya. En este contexto, solicitó al Gobierno de la República la derogación de todas las leyes abolitorias de los Fueros y el restablecimiento de los derechos y Fueros de Navarra en toda su integridad.

### Guerra Civil y Franquismo
Al estallar la guerra civil española (1936-1939) fue nombrado capitán del Requeté (las milicias de voluntarios carlistas). Por sus méritos en la guerra se le dio la medalla militar individual y otra colectiva, tres cruces de guerra y dos cruces rojas al mérito militar.
En el marco de la Segunda Guerra Mundial, el 26 de junio de 1941, cuatro días después del inicio de la invasión de Rusia por los nazis, mediante una nota presentada en los consulados alemán e italiano de Pamplona, ofreció su colaboración en la lucha del nazismo contra la Unión Soviética. Una actuación contradictoria tanto con la política de la reorganizada Comunión Tradicionalista como con el posicionamiento antinazi de Don Javier de Borbón Parma.
En mayo de 1940 fue nombrado diputado foral, saliendo reelegido en las elecciones de 1949, 1955, 1961, 1967 y 1974. Procurador en Cortes nato por su condición de Consejero Nacional durante  la I Legislatura de las Cortes Españolas (1943-1946). Consejero nacional del Movimiento (1941-1955), presidente de OPPOSA, presidente y miembro del consejo de administración de la Caja de Ahorros de Navarra, procurador en Cortes en su condición de Consejero nacional y procurador en Cortes en representación de la Diputación Foral de Navarra. En 1971, habiendo fallecido Félix Huarte Goñi, fue nombrado vicepresidente de la Diputación Foral de Navarra por ser el diputado de más edad. El Presidente de la Diputación era el gobernador civil aunque el gobierno efectivo de la diputación la ejercía el vicepresidente.
En 1977 fue elegido presidente del partido Alianza Foral Navarra. En 1978, tras la decisión del Gobierno Central de suprimer la presidencia de la Diputación en el gobernado Civil, Marco fue elegido presidente de la misma. En 1979, firmó el Real Decreto para la democratización de las instituciones forales, instrumento del órgano preautonómico y base para el Amejoramiento del Fuero.
Fue condecorado con el Águila Azteca de México (1977) y, también, hijo predilecto de Navascués, presidente perpetuo de Aspurz, hijo adoptivo de Uztárroz (Valle de Roncal), Bigüezal, Javier y Castillonuevo, presidente honorario de la Junta General del Valle de Salazar y alcalde mayor e hijo adoptivo del valle.